# Augustanakirche (Berlin-Gesundbrunnen)

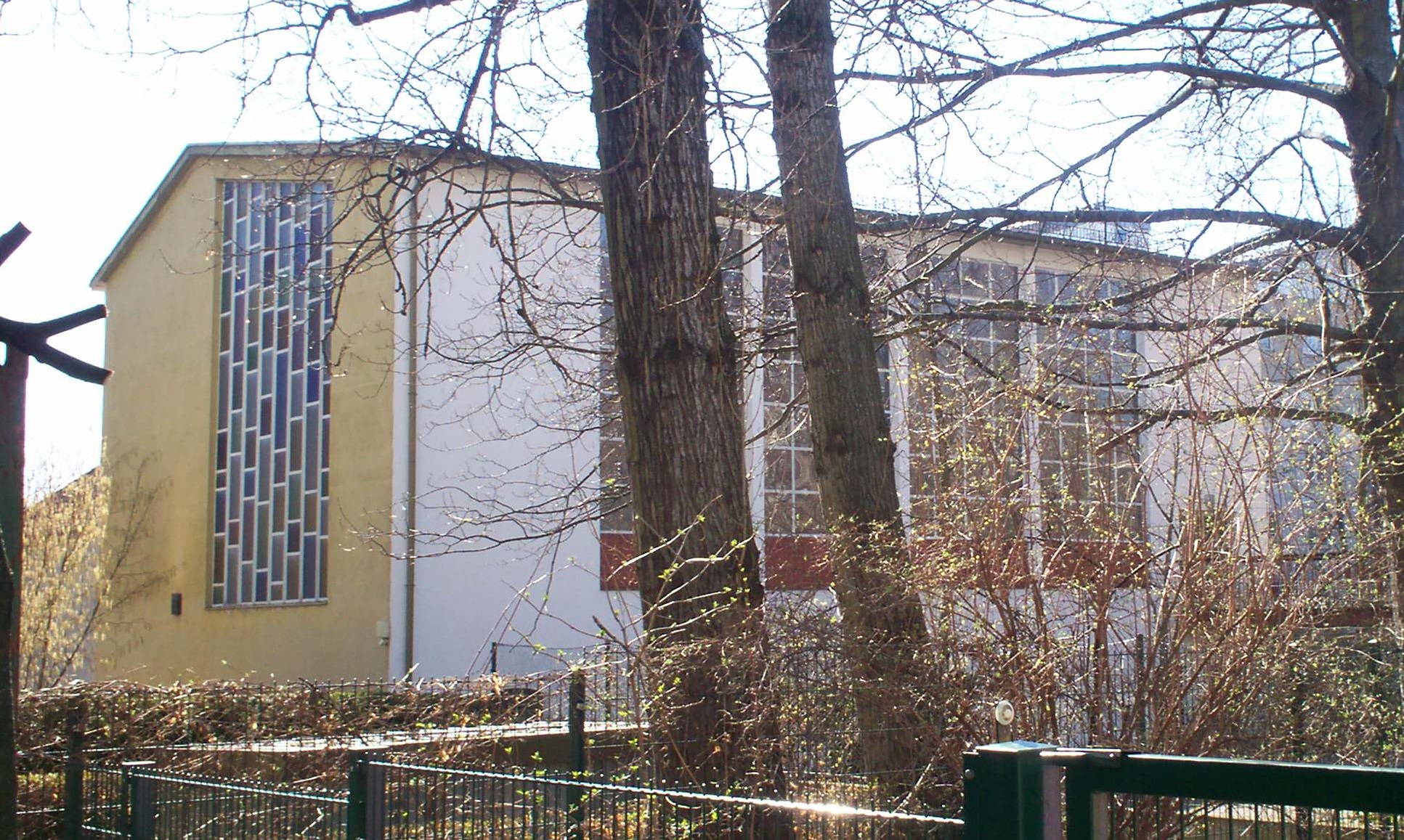
Augustanakirche, Nordansicht

Die evangelisch-lutherische Augustanakirche steht in der Usedomer Straße 11 des Berliner Ortsteils Gesundbrunnen. Sie wurde am 17. März 1963, das war der 3. Fastensonntag, eingeweiht. Die Augustanakirche mit den Gemeinderäumen befinden sich im Brunnenviertel zwischen Mauerpark und Volkspark Humboldthain. Die „Augustana-Gemeinde in Berlin-Wedding“ ist eine Gemeinde der Selbständigen Evangelisch-Lutherischen Kirche. Sie verdankt ihren Namen dem Augsburger Bekenntnis.

## Alte Kirche

### Geschichte
Für die Kirche „im Norden Berlins“ wurde ein Gelände nahe der Brunnenstraße erworben. Nach einem preußischen Gesetz durften „die von der evangelischen Landeskirche sich getrennt haltenden Lutheraner“ – üblicherweise Altlutheraner genannt – keine Gebäude in Gestalt einer Kirche mit Turm und Glocken bauen. Folgerichtig ist das Gebäude in zeitgenössischen Verzeichnissen und Stadtkarten nur als Kapelle aufgeführt. Im Pharus-Plan von Berlin aus dem Jahr 1905 wird sie allerdings als Nord-Kirche bezeichnet. Die Grundsteinlegung war am 18. August 1893 erfolgt und die Einweihung am 3. Juli 1894.

### Baubeschreibung
Für den Gottesdienstraum wurden der Altar im Norden und die Kirchenfenster seitlich angeordnet. Unterhalb der Decke befanden sich Oberlichtfenster. Im Süden des Altarraums befand sich die Empore für Orgel und Chor.

## Neue Kirche

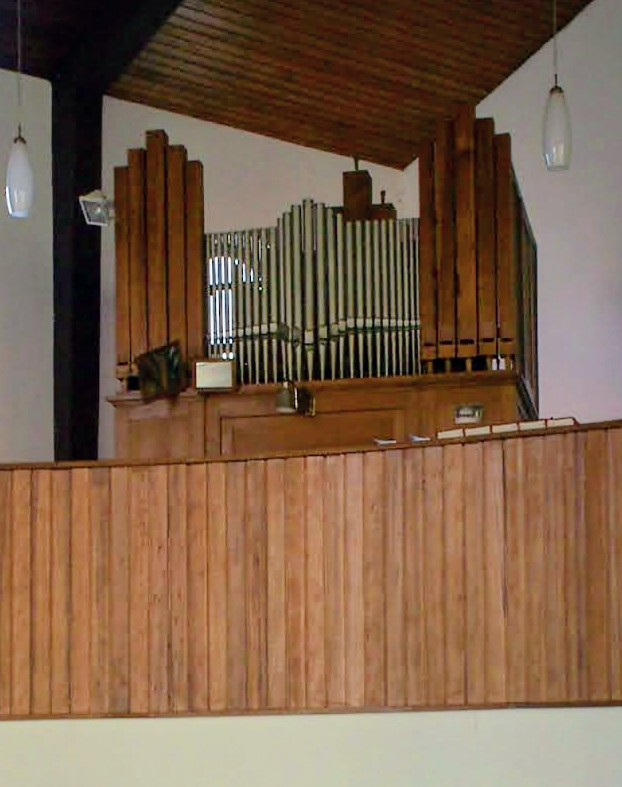
Orgel

### Geschichte
Die neue Kirche ist ein Ersatzbau für die in der Nacht vom 23. zum 24. November 1943 zerstörte Kirche, die abgerissen werden musste. Die Entwurfsplanung des Architekten Helmut Krüger für den Gebäudekomplex des neuen Gemeindezentrums auf den Grundmauern des alten sah eine Saalkirche und ein Gemeindehaus mit Gemeinderaum und Pfarrwohnung vor. Die konkretisierte Bauplanung wurde dem Bauamt eingereicht, das jedoch die geplante Konzeption, Gemeindehaus und Kirche in Längsrichtung hintereinander anzuordnen, nicht akzeptierte. Stattdessen sollten Kirche und Gemeindehaus T-förmig angeordnet werden, wobei die Kirche mit einer Schmalseite direkt am Nachbarhaus Nummer 12 zu errichten war. Am 28. August 1950 erfolgte die feierliche Grundsteinlegung für das Gemeindehaus. Nach sechs Wochen war der Rohbau fertig. Der Innenausbau schritt nur langsam voran. Anfang Juli 1950 sollte der Einzug sein, aber erst am 2. Advent konnte der Kirchsaal eingeweiht werden.
Zur selben Zeit wurde die Planung für das Kirchengebäude vollendet. Mit der Ausführung wurde am Sonntag Okuli 1958 begonnen. Anders als früher sollte keine hohe Hallenkirche entstehen, sondern ein Gebäude mit Untergeschoss mit der neuen Kirche darüber. Das Untergeschoss sollte als vorläufige Notkirche dienen, später sollte es zum Gemeindesaal umfunktioniert werden.

### Baubeschreibung
Die Kirche selbst liegt am Ende eines Häuserblocks und besitzt auch keinen Kirchturm. Das Kirchenschiff wird im ersten Obergeschoss erreicht. Es hat wie so viele moderne Kirchen aus den 1960er Jahren große farbige Fenster hinter dem Altar, der an der Längsseite steht. Auf der Empore steht eine kleine Orgel von Orgelbau A. Schuster & Sohn mit 6 Registern. An der Seitenwand gibt es ein weiteres großes Fenster mit farbigen Rechtecken, das von Konrad Adenauer gespendet wurde. Durch die Queranordnung sind die Reihen der Kirchenbänke viel breiter als tief.